# Vespa sepulchralis
Vespa sepulchralis är en getingart som beskrevs av Spinosa 1851. Vespa sepulchralis ingår i släktet bålgetingar, och familjen getingar. Inga underarter finns listade i Catalogue of Life.